# باسسول
باسسول (به فرانسوی: Bassevelle) یک کمون (فرانسه) در فرانسه است که در سن-ا-مارن واقع شده‌است. باسسول ۱۷٫۴۶ کیلومتر مربع مساحت دارد.